# 東芳野町
東芳野町（ひがしよしのまち）は、愛知県名古屋市東区の地名。

## 歴史

### 町名の由来
芳野町の東側に位置することによる。

### 沿革
- 1871年（明治4年） - 愛知郡東芳野町として成立[3]。
- 1878年（明治11年）12月20日 - 名古屋区成立に伴い、同区東芳野町となる[3]。
- 1889年（明治22年）10月1日 - 名古屋市成立に伴い、同市東芳野町となる[3]。
- 1908年（明治41年）4月1日 - 東区成立に伴い、同区東芳野町となる[3]。
- 1980年（昭和55年）
  - 2月10日 - 一部が東区徳川二丁目[4]・赤塚町[3]に編入される。
  - 11月23日 - 東区芳野一丁目・芳野二丁目・芳野三丁目および杉村一丁目にそれぞれ編入され消滅[3]。